# Jan Hatzius
Jan Hatzius (* 1968 in Heidelberg) ist ein deutscher Ökonom.
Jan Hatzius studierte an der University of Wisconsin, am Institut für Weltwirtschaft in Kiel und wurde 1995 an der Oxford University mit der Arbeit „Migration and the labour market: the case of Germany“ zum D.Phil. promoviert. Zeitweise arbeitete er als Mitarbeiter an der London School of Economics.
1997 ging Hatzius zu der amerikanischen Investmentbank Goldman Sachs zunächst nach Frankfurt am Main, ab 1999 in New York City. 2005 wurde er als Nachfolger von William C. Dudley deren Chefvolkswirt für die USA. Er zählt damit zu den einflussreichsten Personen an der New Yorker Wall Street.
Hatzius ist mit einer Amerikanerin verheiratet und hat drei Kinder.